# As Long as I Have You
As Long as I Have You es el décimo álbum de estudio del músico británico Roger Daltrey, publicado por la compañía discográfica Polydor Records el 1 de junio de 2018.

## Trasfondo
La grabación de As Long As I Have You comenzó poco después del lanzamiento de Going Back Home, un trabajo con el guitarrista Wilko Johnson, en marzo de 2014. Tras sufrir las consecuencias de una meningitis vírica durante siete meses, Daltrey planeó archivar el proyecto hasta que Pete Townshend escuchó unas mezclas primerizas y mostró interés en participar como guitarrista. La grabación continuó durante descansos de la gira aniversario The Who Hits 50. 
As Long As I Have You incluye composiciones propias como "Certified Rose" y "Always Heading Home", así como versiones de temas que han inspirado a Daltrey a lo largo de los años como "Into My Arms" de Nick Cave, "You Haven't Done Nothing" de Stevie Wonder y "How Far" de Stephen Stills. El álbum cuenta con la colaboración de Townshend en siete canciones, así como de Mick Talbot en los teclados y Sean Genockey a la guitarra.

## Recepción
"As Long as I Have You" recibió en general críticas positivas, con una puntuación de 76 sobre 100 en Metacritic basada en ocho reseñas.

## Lista de canciones
| N.º | Título                      | Escritor(es)                   | Duración |  |
| 1.  | «As Long as I Have You»     | Bob Elgin & Jerry Ragovoy      | 3:18     |  |
| 2.  | «How Far»                   | Stephen Stills                 | 3:03     |  |
| 3.  | «Where Is a Man to Go?»     | Jerry Gillespie & K. T. Oslin  | 4:04     |  |
| 4.  | «Get On Out of the Rain»    | Ruth Copeland & Clyde Wilson   | 3:31     |  |
| 5.  | «I've Got Your Love»        | Boz Scaggs                     | 3:29     |  |
| 6.  | «Into My Arms»              | Nick Cave                      | 4:09     |  |
| 7.  | «You Haven't Done Nothing»  | Stevie Wonder                  | 3:57     |  |
| 8.  | «Out of Sight, Out of Mind» | Clyde Otis & Ivy Jo Hunter     | 2:04     |  |
| 9.  | «Certified Rose»            | Roger Daltrey & Gerard McMahon | 3:14     |  |
| 10. | «The Love You Save»         | Joe Tex                        | 3:06     |  |
| 11. | «Always Heading Home»       | Roger Daltrey & Nigel Hinton   | 3:26     |  |

## Personal
- Roger Daltrey – voz.
- Pete Townshend – guitarra acústica y guitarra eléctrica (temas 1-5, 7, 9)
- John Hogg – bajo (tracks 1-4, 7-10); guitarra acústica (tracks 2, 9); coros (temas 1-4)
- Jeremy Stacey – batería y percusión (temas 1-4, 7-8, 10)
- Regina McCrary – coros (temas 1, 3-5, 7-8, 10); pandereta (tema 4)
- Beverly Ann McCrary – coros (temas 1, 3-5, 7-8, 10)
- Alfreda McCrary – coros (temas 1, 3-5, 7-8, 10)
- Deborah McCrary – coros (temas 1, 3-5, 7-8, 10)
- Matt Holland – trompeta (temas 1, 7-10)
- Martin Winning – saxofón (temas 1, 4, 7-10)
- Roy Agee – trombón (temas 1, 7-8, 10)
- David Catlin-Birch – bajo (tema 5)
- Liam Genockey – batería (temas 5, 9)
- Jon Button – contrabajo (temas 6, 11)
- Barnaby Dickinson – trombón (temas 8-9)
- Geraint Watkins – piano (tema 11)
- Andy Cutting – melodian (tema 11)
- Ian Burdge – cello (tema 11)
- Dave Eringa – percusión y programación (temas 1-5, 7-11)
- Sean Genockey – guitarra (como invitado) [temas 1-5, 7-10]
- Mick Talbot – teclados (como invitado) [temas 1, 3-10]

## Posición en listas
| País                            | Posición |
| ------------------------------- | -------- |
| Alemania (Media Control Charts) | 26       |
| Austria (Ö3 Austria)            | 34       |
| Bélgica (Ultratop flamenca)     | 64       |
| Bélgica (Ultratop valona)       | 102      |
| Estados Unidos (Billboard 200)  | 194      |
| Nueva Zelanda (RMNZ)            | 9        |
| Reino Unido (UK Albums Chart)   | 8        |
| Suiza (Schweizer Hitparade)     | 34       |